# Pronoja
Pronoja (również pronija, gr.: προνοία, pronoia) – forma nadania ziemi połączona z obowiązkiem służby wojskowej, znana od XII wieku w Bizancjum, a także w Bułgarii, Macedonii i Serbii.
Geneza i charakter pronoi z powodu szczupłości źródeł są sporne. Według dominującego poglądu, reprezentowanego m.in. przez Ostrogorskiego, Litwarina, Cankovą, pronoja wykształciła się z nadań ziemi pod warunkiem spełniania przez obdarowanego określonych świadczeń. Istnieje również hipoteza, że wykształciła się ona z prawa poboru podatków państwowych od ludności na określonym terenie jednak pierwotnie nie wiązała się z prawem do zamieszkiwanej przez nią ziemi (Dölger, Lemerle, Charanis, Každan). Wedle tej koncepcji pronoja była początkowo tylko nadaniem prawa do renty, które następnie przekształciło się w prawo do ziemi.
Pod koniec XII wieku pronoja wojenna była szeroko rozpowszechniona w całym Cesarstwie Bizantyńskim, a grupa pronojarów - liczna. Na terenie Macedonii, obok możnych bizantyńskich, pronoję otrzymywali również Bułgarzy i Pieczyngowie, a w podległej cesarstwu Bułgarii - Połowcy. Powszechnie przyjmuje się w historiografii wiarygodność relacji Nicetasa Choniatesa, o tym że odmowa pronoi braciom Asenowi i Piotrowi skłoniło ich do wywołania powstania przeciw Bizancjum w 1185 roku, które było początkiem drugiego państwa bułgarskiego.
W XIII wieku, prawdopodobnie za pośrednictwem Macedonii, pronoja przeniknęła również do Serbii, gdzie utrzymała się podobnie jak w carstwie bułgarskim do podboju tureckiego. W tym okresie był wyłącznie warunkowym prawem do ziemi, nabierającym stopniowo cech dziedzicznych, co upodabniało ją do zachodniego systemu lennego. Na Rusi odpowiednikiem pronoi było pomiestje, które na wielką skalę rozwinęło się w II połowie XV wieku.
W środkowym okresie panowania Paleologów system pronojarny z czasowych nadań ziemi w zamian za służbę wojskową skierowany do średnio zamożnych żołnierzy, uległ feudalizacji i zamienił się w system dziedzicznych nadań ziemskich darowanych przez cesarza możnowładcom. W miejsce obowiązku służby wojskowej wprowadzono podatek ściągany z ziem pronojarnych przeznaczony na utrzymanie najemników. Przyczyniło się do upadku militarnego Cesarstwa, gdyż podatek był nieefektywny, wojska najemne kosztowne i niepewne, a możnowładcy nie byli zainteresowani w utrzymywaniu silnej, scentralizowanej władzy cesarskiej.